# قزل‌توز
قزل‌توز (قزاقی: Қызылтұз) یک دریاچه در استان پاولودار کشور قزاقستان است.